# Liste der Staatsoberhäupter 897
Übersicht
◄◄ | ◄ | 893 | 894 | 895 | 896 | Liste der Staatsoberhäupter 897 | 898 | 899 | 900 | 901 | ► | ►►

Weitere Ereignisse

## Afrika
- Ägypten
  - Herrscher: Harun (896–904)

- Aghlabiden
  - Emir: Abū Ishāq Ibrāhīm II. (875–902)

- Idrisiden in Marokko
  - Imam: Yahya III. ibn al-Qasim (ca. 885–905)

- Rustamiden
  - Imam: Ya'qub ibn Aflah (895–899)

## Asien
- Armenien
  - König: Sembat I. der Märtyrer (890–914)

- Bagan
  - König: Pyinbya (874–906)

- Champa
  - König: Indravarman II. (854–898)

- China
  - Kaiser: Tang Zhaozong (888–904)

- Georgien
  - König: Adarnase IV. (891–923)

- Indien
  - Östliche Chalukya
    - König: Chalukya Bhima I. (892 – 921)

  - Chola
    - König: Athiththa (881–907)

  - Pala
    - König: Narayanapala (854–908)

  - Pallava
    - König: Aparajita (882–ca. 900)

  - Pandya
    - König: Parantaka Viranarayana (880–900)

  - Pratihara
    - König: Mahendrapala I. (885–908)

  - Rashtrakuta
    - König: Krishna II. Akalavarsha (878–914)

- Iran
  - Saffariden
    - Herrscher: Abu Hafs Amr (879–900)

  - Samaniden
    - Herrscher:  al-Amir al-Mahdi Abu Ibrahim Ismail (892–907)

- Japan
  - Kaiser: Uda (887–897)
  - Kaiser: Daigo (897–930)

- Khmer
  - König: Yasovarman I. (890–910)

- Korea
  - Balhae
    - König: Daewihae (894–906)

  - Silla
    - König: Jinseong (887–897)
    - König: Hyogong (897–912)

- Kalifat der Muslime
  - Kalif: al-Mu'tadid bi-'llah (892–902)

- Mataram
  - König: Kayuwangi (850–898)

- Nanzhao
  - König: Meng Longshun (877–897)
  - König: Meng Shunhuazhen (897–902)

## Europa
- Bulgarien
  - Zar: Simeon I. (893–927)

- Burgund
  - König: Rudolf I. (888–912)

- Byzantinisches Reich
  - Kaiser: Leo VI. (886–912)

- England
  - König: Alfred der Große (871–899)
  - Jórvík
    - König: Knut Röriksson (894–ca. 898)

  - Mercia
    - König: Ealdorman Æthelred (879–911)

- Westfrankenreich
  - König: Odo von Paris (888–898)
  - Maine
    - Graf: Roger (895–898)

  - Grafschaft Toulouse
    - Graf: Odo (885–919)

- Ostfrankenreich
  - König: Arnolf von Kärnten (887–899)
    - Böhmen
      - Herzog: Spytihněv I. (894–915)

    - Flandern
      - Graf: Balduin II. (879–918)

    - Karantanien
      - Markgraf: Luitpold (893–907)

    - Sachsen
      - Herzog: Otto I. (880–912)

- Italien
  - Kaiser: Arnolf von Kärnten (896–899)
  - Benevent
    - Herzog: Radelchis II. (897–900)

  - Kirchenstaat
    - Papst: Stephan VI. (896–897)
    - Papst: Romanus (897)
    - Papst: Theodor II. (897)

  - Neapel
    - Herzog: Athanasios (877–898)

  - Salerno
    - Fürst: Waimar I. (880–900)

  - Toskana
    - Herzog: Adalbert II. (884–915)

  - Venedig
    - Doge von Venedig: Pietro Tribuno (889–911)

- Kiewer Rus
  - Großfürst: Oleg (879–912)

- Mährerreich
  - Fürst: Mojmir II. (894–906)

- Norwegen
  - König: Harald I. (872–933)

- Raszien
  - Großžupan: Petar Gojniković (892–917)

- Schottland
  - König: Donald II. (889–900)

- Spanien
  - Asturien
    - König: Alfons III. (866–910)

  - Grafschaft Barcelona
    - Graf: Wilfried I. (878–897)
    - Graf: Wilfried II. (897–911)

  - Emirat von Córdoba
    - Emir: Abdallah (888–912)

  - Navarra
    - König: Fortún Garcés (882–905)

- Ungarn
  - Großfürst: Árpád (886–907)

- Wales
  - Gwynedd
    - Fürst: Anarawd ap Rhodri (878–916)

  - Powys
    - Fürst: Merfyn ap Rhodri (878–900)